# Crupina crupinastrum
Crupina crupinastrum là một loài thực vật có hoa trong họ Cúc. Loài này được (Moris) Vis. mô tả khoa học đầu tiên năm 1847.